# Periptychidae
Periptychidae é a família de mamíferos placentários pré-históricos do Paleoceno conhecidos por serem apenas da América do Norte. Essa família é parte da extinta ordem dos condilartros, que pode ser relacionado a todos os ungulados vivos. Periptychidos são distintos dos outros condilartros pelo seus dentes, que tem os pré-molares inchados e cumes verticais esmaltados. A família inclui grandes e pequenas espécies, sendo os maiores tendo esqueletos robustos. Muitos fósseis de periptychidos sugerem que no geral eles têm hábitos terrestres.